# وزلی (کمون)
وزلی (به فرانسوی: Vézelay) یک کمون در کشور فرانسه است که در canton of Vézelay واقع شده‌است.

## خصوصیات
وزلی ۲۱٫۸۳ کیلومتر مربع مساحت و ۴۸۶ نفر جمعیت دارد و ۳۰۲ متر بالاتر از سطح دریا واقع شده‌است.